# 197200 Johnmclaughlin
197200 Johnmclaughlin este o planetă minoră (asteroid) din centura de asteroizi. A fost descoperită pe 16 noiembrie 2003 la Catalina Station⁠(d) de Catalina Sky Survey. 
Obiectul prezintă o orbită caracterizată de o semiaxă mare de 3,0732201626093 UAi, o excentricitate de 0,13956113974572, o înclinație de 8,3793989234529 ° în raport cu ecliptica.